# Gerardo García
Gerardo García, född 12 juli 1974 i Sevilla i Spanien, är en spansk fotbollsspelare som för närvarande spelar i Real Sociedad.